# العلاقات الوسط إفريقية الكورية الشمالية
العلاقات الوسط أفريقية الكورية الشمالية هي العلاقات الثنائية التي تجمع بين جمهورية أفريقيا الوسطى وكوريا الشمالية.

## مقارنة بين البلدين
هذه مقارنة عامة ومرجعية للدولتين:
| وجه المقارنة                                              | جمهورية أفريقيا الوسطى      | كوريا الشمالية                        |
| --------------------------------------------------------- | --------------------------- | ------------------------------------- |
| المساحة (كم2)                                             | 622.98 ألف                  | 120.54 ألف                            |
| عدد السكان (نسمة)                                         | 4.66 مليون                  | 25.49 مليون                           |
| الكثافة السكانية (ن./كم²)                                 | 7.48                        | 211.47                                |
| العاصمة                                                   | بانغي                       | بيونغيانغ                             |
| اللغة الرسمية                                             | لغة فرنسية، اللغة السانغوية | لغة كوريا الشمالية القياسية ‏          |
| العملة                                                    | فرنك وسط أفريقي             | وون كوري شمالي                        |
| الناتج المحلي الإجمالي (بليون دولار)                      | 1.95 مليار                  |                                       |
| الناتج المحلي الإجمالي (تعادل القوة الشرائية) بليون دولار | 3.03 مليار                  |                                       |
| الناتج المحلي الإجمالي الاسمي للفرد دولار أمريكي          | 323                         |                                       |
| الناتج المحلي الإجمالي للفرد دولار أمريكي                 | 594                         |                                       |
| مؤشر التنمية البشرية                                      | 0.350                       |                                       |
| رمز المكالمات الدولي                                      | +236                        | +850                                  |
| رمز الإنترنت                                              | .cf                         | .kp                                   |
| المنطقة الزمنية                                           | ت ع م+01:00                 | ت ع م+08:30، ت ع م+08:30، ت ع م+09:00 |

## منظمات دولية مشتركة
يشترك البلدان في عضوية مجموعة من المنظمات الدولية، منها:
| علم المنظمة | اسم المنظمة              | تاريخ انضمام جمهورية أفريقيا الوسطى | تاريخ انضمام كوريا الشمالية |
| ----------- | ------------------------ | ----------------------------------- | --------------------------- |
|             | يونسكو                   | 11 نوفمبر 1960                      | 18 أكتوبر 1974              |
|             | الاتحاد البريدي العالمي  | ?                                   | ?                           |
|             | الأمم المتحدة            | 20 سبتمبر 1960                      | 17 سبتمبر 1991              |
|             | الاتحاد الدولي للاتصالات | 2 ديسمبر 1960                       | ?                           |

## وصلات خارجية
- موقع وزارة الخارجية الكورية الشمالية